# Lazaruskirche (Berlin)

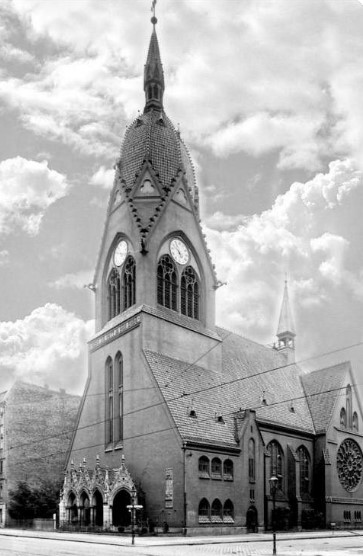
Lazaruskirche Berlin um 1930

Die evangelische Lazaruskirche in Berlin-Friedrichshain – auch Dom des Ostens und Dom von Friedrichshain genannt – stand an der Grünberger Straße (bis 1936: Romintener Straße) / Kadiner Straße (frühere Schreibweise: Cadiner Straße). Die nach der neutestamentlichen Figur des  Lazarus benannte Backsteinkirche wurde 1907 vollendet. Das 1944 bei Bombenangriffen beschädigte Gotteshaus wurde auf politischen Druck 1949 gesprengt.

## Geschichte und Architektur
Die Gemeinde war einst mit 60.000 bis 70.000 Gemeindegliedern Berlins größte deutsche evangelische Kirchengemeinde. 1896 ausgepfarrt aus der St. Markus-Gemeinde, gehörten 54.000 Menschen zum neu gebildeten Kirchenbezirk. 
Grundsteinlegung für die neogotische Backsteinkirche mit trutziger Fassaden- und Turmgestaltung war am 20. Oktober 1905. Sie wurde am 14. Dezember 1907 eingeweiht; Ehrengast war Kronprinz Wilhelm. Errichtet wurde sie nach Plänen des Architekten Friedrich Wilhelm Wever. Mit der Länge von 53 Metern und der Breite von 25 Metern fanden 1.450  Gläubige in ihr Platz. Der markante Kirchturm war 66 Meter hoch. Das Gotteshaus wirkte innen mit roten Marmorsäulen, dem neogotischen Kreuz- und Stern-Gewölbe, großformatiger Fensterrosette sowie zahlreichen Wandmalereien und Holzschnitzereien altehrwürdig. Eine weiße Terrakotta-Vorhalle war westwärts vorgelagert. Bis 1915 entstanden fünf Pfarrstellen.
Der Kirchenname Lazarus, der von ihm ins Leben zurückgeholte Freund Jesu, stand für den Wunsch der Kirchenbauer, die proletarische Mehrheit südlich der Frankfurter Allee von der Politik der „vaterlandsverräterischen“ Sozialdemokraten zum rechten Glauben zurückführen zu wollen. Viele ihrer Kirchgänger waren einfache Menschen, Arbeiter, Handwerker und kleine Gewerbetreibende.

## Zweiter Weltkrieg
Im November 1943 wurde die Kirche von Bombentreffern beschädigt, dabei ging das Rosettenfenster zu Bruch. Im Herbst 1944 gab es die letzten Gottesdienste im beschädigten, offenen Kirchenschiff. In der Folge fanden Gottesdienste im Gemeindehaus in der Memeler Straße 53/54 (heute Marchlewskistraße 40) statt. Bei einem der letzten Luftangriffe auf Berlin wurde die Kirche am 13. April 1945 stark getroffen und brannte aus. 

## Ab 1945
Eine damalige gesetzliche Bestimmung regelte, dass Berlins Stadtverwaltung von Trümmern geräumte Gelände verstaatlichen und mit Wohnungen bebauen durfte. Dies nutzte nach Ansicht von Kritikern besonders die Verwaltung in Ost-Berlin, um Kirchengemeinden zu enteignen, indem beschädigte Kirchen unverhältnismäßig häufig gesprengt wurden. 
So wurde am 10. September 1949 trotz der Proteste der Kirchengemeinde auch die beschädigte Lazaruskirche samt ihres mächtigen Kirchturms gesprengt.

## Vorgeschichte
Die erste Lazaruskirche war ein 1892 errichteter Fachwerkbau. Er besteht bis heute weiter an anderer Stelle: Er wurde abgetragen und 1905 für die Hoffnungsthaler Stiftung in Lobetal bei Bernau wieder errichtet. Somit ist in Bernau ein originales Stück Friedrichshain zuhause.

## Kirchgemeinde
Die Gemeinde St. Andreas fusionierte mit der Lazarusgemeinde im Oktober 2006 zur Evangelischen Kirchengemeinde St. Markus.